# Parlamentswahl in Norwegen 1894
- Ad: 2
- V: 57
- MV: 12
- H: 33

Die 29.Parlamentswahl in Norwegen fand im Jahre 1894 statt. Venstre musste zwar sechs Sitze abgeben, blieb jedoch die stärkste Fraktion. Erstmals bestand das Storting aus vier Fraktionen, da Centrum mit zwei Abgeordneten einzog.

## Resultate
| Partei*          | Sitze | Veränderungen gegenüber 1891 |
| ---------------- | ----- | ---------------------------- |
| Venstre          | 57    | −6                           |
| Høyre            | 33    | −2                           |
| Moderate Venstre | 12    | −3                           |
| Centrum          | 2     | +2                           |
| Total            | 114   |                              |

* Die Parteizugehörigkeit von 10 Abgeordneten ist unbekannt.